# Dosanko Gal wa Namara Menkoi
Dosanko Gal wa Namara Menkoi (道産子ギャルはなまらめんこい Dosanko Gyaru wa Namara Menkoi?, lit. Las chicas de Hokkaido son muy lindas), también conocida como Hokkaido Gals Are Super Adorable! en inglés, es una serie de manga escrita e ilustrada por Kai Ikada. Comenzó su serialización en la app y sitio web Shōnen Jump+ de Shūeisha, siendo compilada en catorce volúmenes tankōbon hasta el momento. Una adaptación de la serie al anime de Silver Link y Blade se estrenó en enero de 2024.

## Sinopsis
Tsubasa Shiki, un estudiante de secundaria, se mudó a la ciudad de Kitami, Hokkaidō desde Tokio, y conoció a una gal llamada Minami Fuyuki, una compañera de clase, que desafía al nevado clima de Hokkaidō de -8 grados con el atuendo estándar de una gal, con falda corta y vestimenta peculiar para el clima.
Al encontrarla diferente a cualquier otra chica que haya conocido antes, Tsubasa se siente atraído por esta chica de Hokkaidō la cual le ayudara a conocer su nueva escuela y su nueva ciudad.

## Personajes
Tsubasa Shiki (四季翼 Shiki Tsubasa?)
 Seiyū: Nobunaga Shimazaki, Roberto Salguero (español latino)
Un estudiante de transferencia de 16 años de Tokio, muy amable y formal, que no tiene experiencia con chicas, por lo que constantemente se avergüenza ante el contacto con ellas. Debido a su estricta madre, Tsubasa vivió una vida sin tomar decisiones por sí mismo. Tuvo que vivir a la altura de las expectativas poco realistas de su madre, mientras que su padre intentó dejar que Tsubasa viviera una infancia normal. Esta turbulencia familiar casi destruyó a la familia por completo. A pesar de que inicialmente se dijo a sí mismo que Minami no es su tipo y que sus acciones son inmorales, encuentra atractivo el atrevimiento de ella y está genuinamente agradecido de que ella haya decidido convertirse en su amiga y ayudarlo a adaptarse a la vida en Hokkaido. El afecto que le profesan Minami y las chicas suele confundirlo, ya que no se considera atractivo para ellas. Después de muchos malentendidos y el apoyo de sus amigos cercanos, a la medianoche del día de Navidad y el cumpleaños de Minami, Minami le pregunta a Tsubasa si saldría con ella, a lo que Tsubasa acepta con entusiasmo, y finalmente comparten su primer beso directo. Después de haberse graduado de la preparatoria, Tsubasa asiste a la universidad junto con Minami, se mudan juntos, luego se casan y tienen una hija llamada Mio.
Minami Fuyuki (冬木美波 Fuyuki Minami?)
 Seiyū: Ayane Sakura, Lilian Vela (español latino)
Compañera de clase de Tsubasa de 16 años en la escuela secundaria Kitami Hokuryo, que es popular y extrovertida. Su fecha de cumpleaños coincide con el de Navidad. Ella sigue la subcultura gal; teñirse el pelo de rubio y usar faldas cortas en invierno. Ella disfruta coquetear con Tsubasa para ponerlo nervioso y ver su reacción, sin embargo con el pasar del tiempo ella desarrolla sentimientos románticos, buscando pasar el mayor tiempo posible junto a él. A fines de la Semana Dorada de segundo año, realizó un curso de belleza en Corea del Sur de dos semanas. En la medianoche del día de Navidad y el cumpleaños de Minami, ella le confiesa sus sentimientos a Tsubasa y le pregunta si saldría con ella, a lo que Tsubasa acepta con entusiasmo, y finalmente comparten su primer beso directo. Después de haberse graduado de la preparatoria, Minami asiste a la universidad junto con Tsubasa y se mudan juntos. Años después se casan y tienen una hija llamada Mio.
Sayuri Akino (秋野沙友理 Akino Shayuri?)
 Seiyū: Yumiri Hanamori
La compañera de clase de Tsubasa y Minami quien, con su cabello negro azabache y personalidad reservada, es exactamente lo opuesto a Minami. Le gustan mucho los videojuegos, pero presta atención a su apariencia; leyendo revistas de moda y maquillaje para encajar. Debido a que suda mucho, Sayuri evitó toda forma de ejercicio, se volvió poco sociable y empezó a alejarse de las personas. Debido a que no tiene amigos, Sayuri sintió una afinidad con Tsubasa y se hizo amiga de él y Minami. Debido a la generosidad de Tsubasa, también desarrolló una tímida atracción hacia él. Después de varios intentos fallidos de admitirlo ante Tsubasa, Sayuri decide cambiar su apariencia y personalidad para convertirse en la versión superior de sí misma, volviéndose más coqueta y atrevida. Tsubasa incluso cuestionó la idea de que Akino consiguiera un novio, pero finalmente entendió los sentimientos de Akino después de que descubrió que la escuchó rechazar a alguien y básicamente le dijo a Tsubasa que la dejara entrar en su corazón. Lamentablemente, después de ir a su propia "excursión", Tsubasa finalmente rechaza a Sayuri diciendo que todavía se preocupa profundamente por ella, pero que está enamorado de Minami. Sayuri respeta su decisión y se convierte en una de las mayores animadoras de sus mejores amigas. Tras haber terminado la secundaria, Sayuri desarrolló un juego que se vendió bien y actualmente es la presidenta de una empresa de videojuegos.
Rena Natsukawa (夏川玲奈 Natsukawa Rena?)
 Seiyū: Reina Ueda
Vecina de los Shiki y Senpai de Tsubasa, Minami y Sayuri, a pesar de verse más delicada que ellos en apariencia. Su aspecto inocente y refinado es idolatrado por Minami, quien nunca pudo acercarse a ella por vergüenza, pero que se posibilitó gracias a Tsubasa, volviéndose amigas. Rena adora la ropa tradicional japonesa, a tal punto de pedirle una cita a Tsubasa usando yukata como recompensa por ayudarlo a estudiar, debido a que fue la mejor alumna de su curso por dos años seguidos además de participar del comité de administración de la biblioteca de la preparatoria. Rena tiene una profunda conexión con Tsubasa en el pasado. Cuando eran niños, la abuela de Tsubasa consoló a Rena cuando Tsubasa llegó corriendo. Desde ese día ha admirado a Tsubasa en ese entonces, e incluso ahora. Sin embargo, esta amistad hace que la madre de Tsubasa crea que Rena y Tsubasa deberían casarse, a lo que Rena lo niega diciendo que ella decidirá con quién se casará. Rena intenta expresar sus sentimientos siendo coqueta, incluso le pide a Tsubasa que se quede a pasar la noche y lo lleva a su cama. Después de que Tsubasa le dijera que Minami lo rechazó, ella admitió abiertamente que le gustaba Tsubasa, incluso besó su frente para animarlo durante el festival deportivo. Sin embargo, Tsubasa finalmente rechaza a Rena, pero Rena aprecia su honestidad y no se arrepiente, se convierte en una de las animadoras más grandes de sus juniors. Al terminar la secundaria, Rena se ha dedicado a investigar sobre kimonos y ha escrito varios libros de Historia.
Asuka (飛鳥?)
 Seiyū: Mariko Nagai
Amiga de la infancia de Sayuri y estudiante de primer año un grado por debajo de ella. Miembro del equipo de natación, es atlética, tiene el pelo corto y tez oscura. Asuka intenta apoyar a Sayuri y sus sentimientos románticos por Tsubasa tanto como puede.
Hina (日菜?)
 Seiyū: Yurika Kubo
Amiga y compañera de clase de Asuka que se hace llamar la mayor fan de Minami. Tiene el pelo largo y usa anteojos grandes. Habiendo ido a la misma escuela secundaria que Minami, está obsesionada con ella porque se parece a su personaje de ficción favorito. Hina sigue a Minami en Internet e investiga a fondo todo lo que la rodea, incluido Tsubasa.
Mai Fuyuki (冬木舞 Fuyuki Mai?)
 Seiyū: Eri Kitamura
Es la madre de Minami. A igual que su hija, posee un cuerpo bien dotado y es una gal. Ella apoya los avances de Minami hacia Tsubasa, aunque a veces se pone nerviosa cuando Tsubasa coquetea accidentalmente con ella.
Momoko Fuyuki (冬木 桃子 Fuyuki Momoko?)
 Seiyū: Rika Nagae
Es la hermana menor de Minami. Adora mucho a su hermana mayor y apoya su enamoramiento hacia Tsubasa, a quien considera un hermano mayor.
Mio Shiki (四季翼 Shiki Mio?)
Es la hija de Tsubasa y Minami. Ha heredado la apariencia física de su madre y su abuela. Parece tener una personalidad similar a la de su madre, una típica gyaru. Es una niña muy alegre. Ella conoció a Riku Haruta en la universidad, luego comenzaron a salir y años después se casaron.
Riku Haruta (陸春田 Haruta Riku?)
Es un chico al que conoció Mio en la universidad. Actualmente está casado con ella.

## Producción
Dosanko Gal wa Namara Menkoi es escrito e ilustrado por Kai Ikada (伊科田海?), que es de Kitami, donde se desarrolla la historia. En el título japonés original, dosanko es un apodo para la gente de Hokkaidō, gal se refiere a un miembro de esa subcultura, namara es una palabra del dialecto de Hokkaidō que significa «muy» o «súper», y menkoi es el dialecto de Hokkaidō para «lindo» o «adorable». Comenzó como un one-shot de 19 páginas titulado Instant Gal Menko-chan (インスタントギャルメンコちゃん Insutanto Gyaru Menko-chan?) que Ikada escribió en cinco días para representar a Hokkaidō en Jump Scout Caravan Cup del 2018. Se publicó un one-shot diferente en enero de 2019 como parte de un evento de Año Nuevo de Shōnen Jump+, y se seleccionó para serializarse debido a su popularidad.
Hablando de las ventajas que ahora tiene en Shōnen Jump+ en comparación cuando trabajaba en revistas de manga impresas, Ikada dijo que ahora tiene un alto grado de libertad y recibe muchos comentarios de los lectores. Sobre lo primero explicó que tiene mucha más libertad en cuanto a frecuencia de serialización, número de páginas, género y formas de expresión. Como ejemplo de los comentarios que recibe, citó cómo obtuvo más de 36 000 seguidores en Twitter en octubre de 2020 gracias a Dosanko Gal wa Namara Menkoi. La serie estuvo en pausa de abril a mayo de 2020 debido a la mala salud de Ikada. Publicado originalmente semanalmente, cambió a un horario quincenal después del capítulo 49 el 17 de febrero de 2021.

## Contenido de la obra

### Manga
Dosanko Gal wa Namara Menkoi es escrito e ilustrado por Kai Ikada. Se ha serializado de forma gratuita en la app y sitio web Shōnen Jump+ de Shūeisha desde el 4 de septiembre de 2019. Shūeisha recopila sus capítulos individuales en volúmenes tankōbon. El primer volumen se publicó el 4 de diciembre de 2019, y hasta el momento se han lanzado catorce volúmenes. Un one-shot especial de Dosanko Gal wa Namara Menkoi se publicó en el primer número de Shūkan Shōnen Jump de 2021, que se publicó el 7 de diciembre de 2020. Shūeisha comenzó a publicar la serie en inglés de forma gratuita en la aplicación y el sitio web Manga Plus el 1 de septiembre de 2020.
Dosanko Gal wa Namara Menkoi está recibiendo una adaptación de Vomic, donde los actores de voz, la música y los efectos de sonido se escuchan mientras las imágenes del manga aparecen en la pantalla. Desde el 25 de enero de 2021, los episodios se cargan en el canal oficial de YouTube de Jump Comics.

#### Lista de volúmenes
| Volumen 1                               | ISBN                   | Publicado              |
| Volumen 1                               | ISBN 978-4-08-882165-8 | 4 de diciembre de 2019 |
|                                         |                        |                        |
| Contiene los capítulos: - Capítulos 0-7 |                        |                        |

| Volumen 2                                | ISBN                   | Publicado          |
| Volumen 2                                | ISBN 978-4-08-882272-3 | 4 de marzo de 2020 |
|                                          |                        |                    |
| Contiene los capítulos: - Capítulos 8-16 |                        |                    |

| Volumen 3                                 | ISBN                   | Publicado          |
| Volumen 3                                 | ISBN 978-4-08-882374-4 | 3 de julio de 2020 |
|                                           |                        |                    |
| Contiene los capítulos: - Capítulos 17-26 |                        |                    |

| Volumen 4                                 | ISBN                   | Publicado              |
| Volumen 4                                 | ISBN 978-4-08-882543-4 | 4 de diciembre de 2020 |
|                                           |                        |                        |
| Contiene los capítulos: - Capítulos 27-35 |                        |                        |

| Volumen 5                                 | ISBN                   | Publicado          |
| Volumen 5                                 | ISBN 978-4-08-882638-7 | 2 de abril de 2021 |
|                                           |                        |                    |
| Contiene los capítulos: - Capítulos 36-47 |                        |                    |

| Volumen 6                                 | ISBN                   | Publicado           |
| Volumen 6                                 | ISBN 978-4-08-882775-9 | 4 de agosto de 2021 |
|                                           |                        |                     |
| Contiene los capítulos: - Capítulos 48-56 |                        |                     |

| Volumen 7                                 | ISBN                   | Publicado              |
| Volumen 7                                 | ISBN 978-4-08-882861-9 | 3 de diciembre de 2021 |
|                                           |                        |                        |
| Contiene los capítulos: - Capítulos 57-65 |                        |                        |

| Volumen 8                                 | ISBN                   | Publicado          |
| Volumen 8                                 | ISBN 978-4-08-883082-7 | 3 de junio de 2022 |
|                                           |                        |                    |
| Contiene los capítulos: - Capítulos 66-75 |                        |                    |

| Volumen 9                                 | ISBN                   | Publicado              |
| Volumen 9                                 | ISBN 978-4-08-883331-6 | 4 de noviembre de 2022 |
|                                           |                        |                        |
| Contiene los capítulos: - Capítulos 76-83 |                        |                        |

| Volumen 10                                | ISBN                   | Publicado          |
| Volumen 10                                | ISBN 978-4-08-883416-0 | 3 de marzo de 2023 |
|                                           |                        |                    |
| Contiene los capítulos: - Capítulos 84-91 |                        |                    |

| Volumen 11                                | ISBN                   | Publicado          |
| Volumen 11                                | ISBN 978-4-08-883655-3 | 4 de julio de 2023 |
|                                           |                        |                    |
| Contiene los capítulos: - Capítulos 92-98 |                        |                    |

| Volumen 12                                 | ISBN                   | Publicado              |
| Volumen 12                                 | ISBN 978-4-08-883810-6 | 4 de diciembre de 2023 |
|                                            |                        |                        |
| Contiene los capítulos: - Capítulos 99-103 |                        |                        |

| Volumen 13                                  | ISBN                   | Publicado         |
| Volumen 13                                  | ISBN 978-4-08-883896-0 | 2 de mayo de 2024 |
|                                             |                        |                   |
| Contiene los capítulos: - Capítulos 104-111 |                        |                   |

| Volumen 14                                  | ISBN                   | Publicado              |
| Volumen 14                                  | ISBN 978-4-08-884263-9 | 1 de noviembre de 2024 |
|                                             |                        |                        |
| Contiene los capítulos: - Capítulos 112-119 |                        |                        |

#### Capítulos que aún no están en formatotankōbon
Estos capítulos aún no se han publicado en un volumen tankōbon. Fueron serializados en Shōnen Jump+.
- Capítulo 112

### Anime
El 26 de octubre de 2022 se anunció una adaptación de la serie de televisión de anime. La serie es producida por Silver Link y Blade y dirigida por Misuzu Hoshino, con guiones supervisados por Mirai Minato, quien también se desempeña como director en jefe, y diseños de personajes a cargo de Katsuyuki Sato. Inicialmente estaba programada para estrenarse en 2023, pero se retrasó hasta enero de 2024. Crunchyroll obtuvo la licencia de la serie fuera de Asia.
El 13 de diciembre de 2023, Crunchyroll anunció que la serie había recibido un doblaje en español latino, la cual se estrenó el 29 de enero.

## Recepción
Para junio de 2021, Dosanko Gal wa Namara Menkoi había vendido más de 300 000 copias. Cuando se publicó el primer volumen recopilatorio en diciembre de 2019, recibió inmediatamente una reimpresión debido a la demanda que tuvo. Natalie informó que el primer y segundo volumen fueron los mangas más vendidos en la cadena de tiendas Comic Zin durante sus respectivas primeras semanas de lanzamiento.